# L'Escalier de cristal
L'Escalier de cristal (1804-1923) est une ancienne maison parisienne créée par Marie Désarnaud, née Marie Jeanne Rosalie Charpentier, en 1804. Célèbre sous la Restauration, elle est la première commerçante de son époque à proposer des pendules, candélabres, vases d'ornement qui associent le cristal taillé et le bronze doré.

## Biographie
L'Escalier de cristal, créé en 1804 par Marie Désarnaud, est situé au Palais royal, n° 162 et 163. L'échoppe est reprise vers 1847 par Lahoche et Boin, puis Lahoche et Pannier en 1857 et enfin Pannier Frères de 1890 à 1923. À la création de son établissement, Marie Désarnaud a l'idée d'associer le cristal taillé avec le bronze doré. La qualité de ses créations est unanimement reconnue lors de l'exposition des produits de l'industrie française de 1819 où elle obtient la médaille d'or avec la table de toilette de la duchesse de Berry.
Ce n'est que vers la fin du règne de Louis-Philippe, à l'initiative des frères Pannier, que le magasin étend son activité au commerce du meuble et commence à fabriquer des meubles d'ébénisterie vers 1870 et propose à la vente à la fois des créations et des reproductions de meubles du XVIIIe siècle.

### Copie de meubleXVIIIesiècle

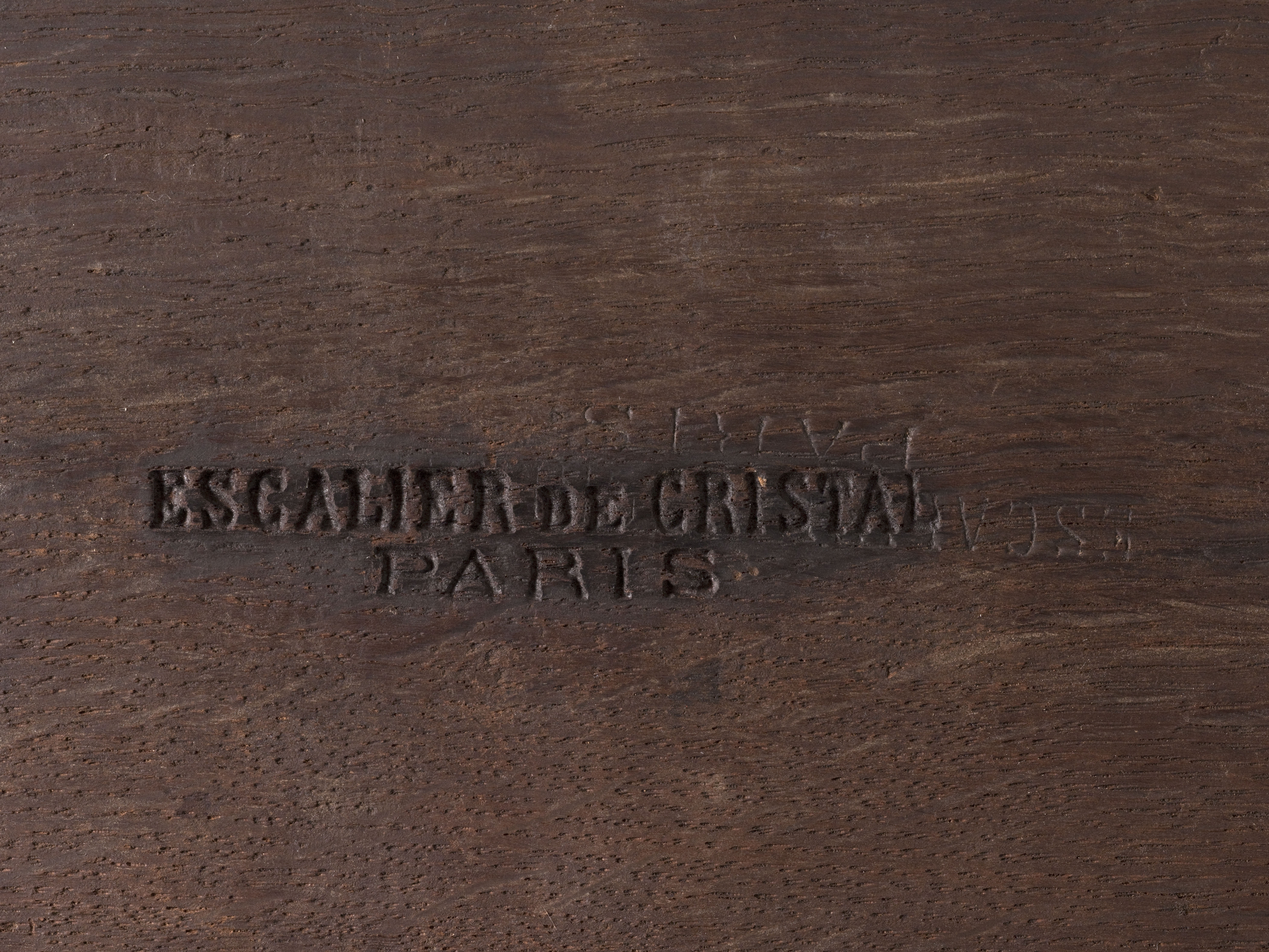
estampille Escalier de cristal Paris.

L'Escalier de cristal se spécialise dans la copie des meubles du XVIIIe siècle. La qualité et l'exécution de ces meubles sont telles que parfois ils furent pris pour les originaux ; leur origine n'a pu être révélée que lors de restaurations, le démontage ayant fait apparaître l'estampille Escalier de cristal Paris. 
À l'inverse, André Mailfert vendait de faux meubles estampillés comme d'authentiques meubles d'époque.

### Meuble sino-japonais

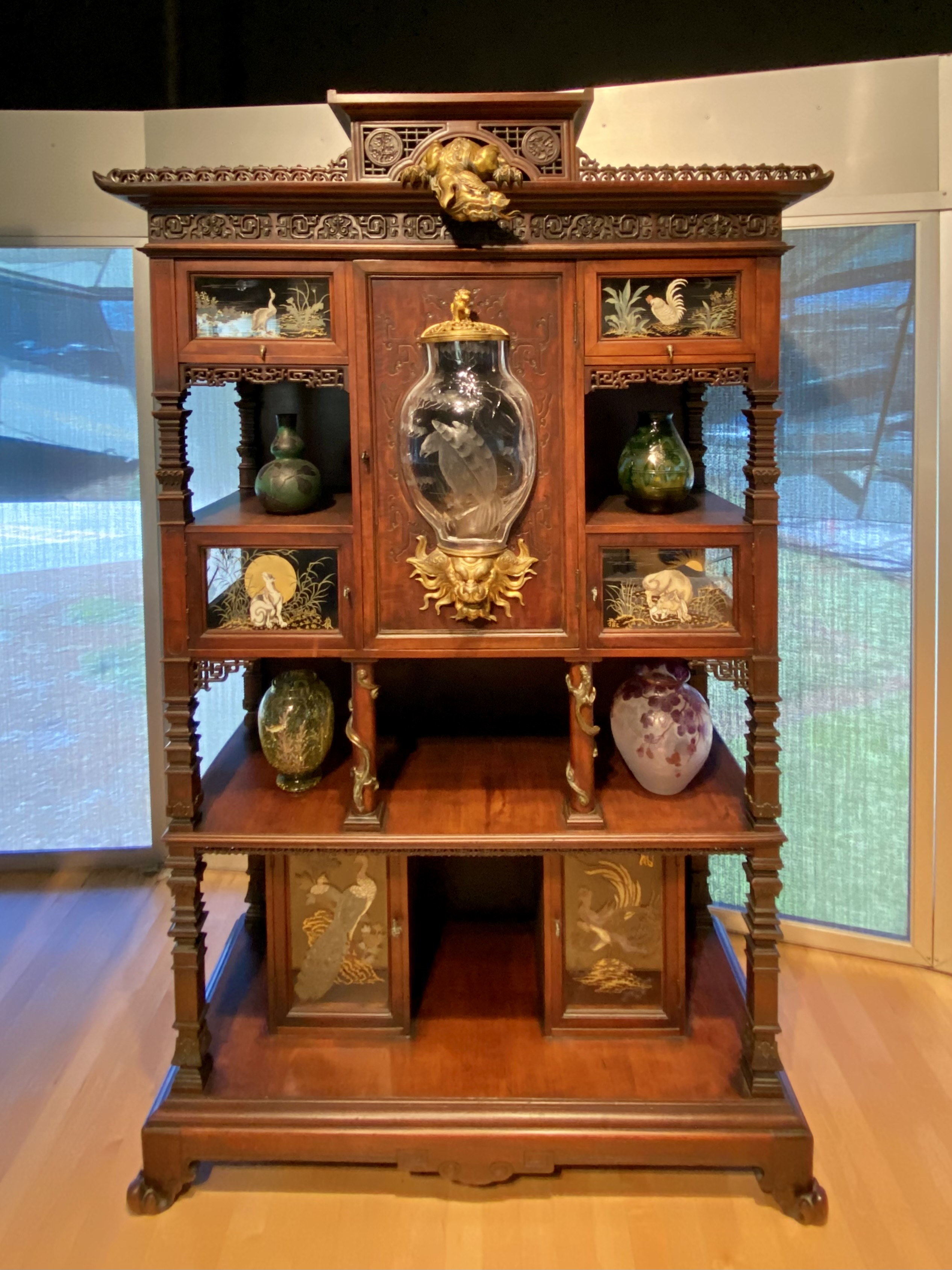
Vitrine d'exposition par Gabriel Viardot (vers 1895), Musée du verre de Corning (État de New York).

Le pavillon japonais de l'exposition universelle de 1867 relance en France le goût pour les objets en provenance du pays du soleil levant. Sous l'influence d'Henry Pannier qui recherche de nouveaux débouchés, l'Escalier de cristal incite les ébénistes parisiens à produire des meubles dans le style japonisant. Gabriel Viardot reprend les créations déjà existantes et les ré-interprète dans un « genre chinois-japonais » mais adaptés au goût européen,.

## Les carnets d'Henry Pannier
Henry Pannier prend l'habitude d'établir un croquis de chaque meuble ou de chaque objet vendu par l'Escalier de cristal ou lors des grandes ventes publiques de l'époque, et de consigner ces dessins dans des carnets.
Entre 1870 et 1924, Henry Pannier va dessiner 2 800 meubles et objets d'ameublements et accompagne chaque croquis du nom de l'objet, de la date de la vente et le prix réalisé.

## Fermeture
L'Escalier de cristal ferme définitivement ses portes en 1923.

## Distinctions
- Médaille d'or à l'exposition des produits de l'industrie française de 1819
- Médaille d'or à l'Exposition universelle Paris en 1900.

## Artistes
- Émile Gallé : table bois, vernis Martin, décor polychrome en semi-relief, visible au Musée de l'École de Nancy
- Nicolas Henri Jacob : meubles d'ébénisterie
- Édouard Lièvre : meubles d'ébénisterie et bronze ciselés de style japonisant
- Louis Majorelle : meubles d'ébénisterie
- Samuel Marti et Japy Frères : mouvements d'horlogerie
- Eugène Rousseau : vases en cristal massif. L'Escalier de cristal rajoute parfois une monture japonisante en bronze ciselé
- Gabriel Viardot : meubles d'ébénisterie de style japonisant[10].